# Následování Krista

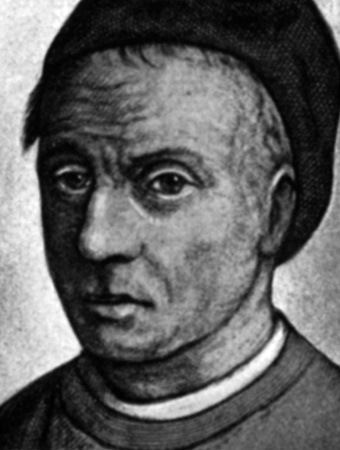
Tomáš Kempenský

Následování Krista (latinsky De Imitatione Christi) je latinský spis nizozemského augustiniána Tomáše Kempenského, vzniklý asi ve 20. letech 15. století. Jde o příručku křesťanské askeze a duchovního života, vyjadřující ideály hnutí devotio moderna.

## Obsah
Spis se dělí na čtyři knihy. První z nich, „Užitečné rady k duchovnímu životu“, začíná úvahou o pasáži z Janova evangelia: „Kdo mě následuje, nebude chodit v temnotě.“ (J 8, 12 (Kral, ČEP)) a radí k rozjímání o učení i o způsobu života Ježíše Krista. Převážná většina první knihy se pak zabývá odmítáním falešných hodnot: rozkošnictví, nadřízeného postavení, povrchního přátelství, ale i vyhledávání vědomostí, pokud nejsou spojeny s praktickou ctností. Učí zaměřovat celý život výhradně na Boha, který je jediným dobrem, a pokušení pojímat jako příležitost k osvědčení ctnosti. Člověk má vést život v samotě, pokoře a uvědomování si své slabosti. Významnou úlohu v takovém životě hraje vědomí pomíjivosti a rozjímání o smrti.
Druhá kniha, nadepsaná „Pokyny pro vnitřní život“, pokračuje v námětu první knihy – život oproštěný od světského je třeba naplnit Kristem, který je jediným dobrem a jediným cílem lidského života. Jedinou radostí člověka má být láska k Bohu, pro kterou se člověk vzdává sebe sama a „nese svůj kříž“ (srov. Lk 9, 23 (Kral, ČEP)). Pro Boha má člověk trpělivě a radostně snášet všechno utrpení. Nemá však očekávat, že ho Bůh na tomto světě bude odměňovat nějakou zvláštní milostí, protože tento svět je určen k práci, ne k odměně.
Třetí, nejdelší kniha, rekapituluje a rozvíjí témata prvních dvou ve formě dialogu mezi Kristem a „věrnou duší“. Obsahuje celou řadu modliteb a konkrétních rad pro duchovní život. Čtvrtá kniha obdobnou formou pojednává o eucharistii – ústředním tématem je to, že nehodnost člověka přijmout eucharistii by ho od ní neměla odrazovat, pokud přijímá pokorně a s kajícností. Proti obvyklé středověké tendenci propaguje co nejčastější přijímání.

## Rozšíření
Jde o jednu z nejrozšířenějších a nejpřekládanějších křesťanských knih – ze středověku se dochovalo asi 750 rukopisů, tiskem kniha vyšla poprvé v roce 1471 či 1472 v Augsburgu a ještě před rokem 1500 více než stokrát, česky poprvé v roce 1498 a od té doby nesčíslněkrát, naposledy v roce 2001 v nakl. Cesta, českou kuriozitou je veršovaná parafráze mons. Vladimíra Šťastného z roku 1902.
Následování Krista mělo velký vliv na křesťanskou zbožnost, velmi si jej cenili např. sv. Benedikt Josef Labre, sv. Ignác z Loyoly, sv. Terezie z Lisieux, Thomas Merton, ale i hinduistický filosof Svámí Vivékánanda, který knihu přeložil do bengálštiny a nacházel paralely mezi ní a Bhagavadgítou.